# El Blanch
El Blanch és una masia de Vic (Osona) inclosa a l'Inventari del Patrimoni Arquitectònic de Catalunya.

## Descripció
Edifici civil. Masia de planta rectangular, coberta a dues vessants amb el carener paral·lel a la façana, orientada vers migdia. Consta de planta baixa, primer pis i golfes; adossat a la part esquerra del mas hi ha un cos cobert a una vessant i amb uns porxos a nivell del primer pis que miren vers llevant. Les obertures tant dels portals com de les finestres són rectangulars i hi ha un mur que juntament amb la casa i les dependències agrícoles tanca la lliça.
És construïda amb pedra a la part baixa i la resta és de tàpia. Alguns sectors són arrebossats recentment però conserva la vella estructura.
Cal remarcar un molí de vent molt ben conservat.

## Història
Malgrat ser una masia de construcció rònega, es troba registrada al fogatge de la parròquia i fora murs de la ciutat de Vic. Està registrada amb el nom MAS BLANCH.
No conserva cap llinda que informi de l'època que s'amplià o reformà.